# Cộng hòa Syria (1930–1958)
Cộng hòa Syria (tiếng Ả Rập: الجمهورية السورية  al-Jumhūrīyah như-Sūrīyah ; tiếng Pháp: République syrienne) được thành lập vào năm 1930 như một phần của Xứ ủy trị Syria và Liban thuộc Pháp, là sự tiếp nối từ quốc gia Syria. Sau Hiệp ước độc lập Syria được ký kết vào năm 1936 để trao trả độc lập cho Syria và chính thức kết thúc vai trò của Pháp, nhưng quốc hội Pháp đã từ chối chấp nhận thỏa thuận. Từ năm 1940 đến năm 1941, Cộng hòa Syria nằm dưới dưới sự kiểm soát của Vichy Pháp và sau khi giải phóng vào năm 1941 đã trở thành một nhà nước có chủ quyền. Năm 1958, Syria đã liên kết với Ai Cập và hình thành Cộng hòa Ả Rập Thống nhất.

## Ủy trị thuộc Pháp trước Hiệp định độc lập Pháp-Syria
Các nghiên cứu của một hiến pháp mới đã được thảo luận bởi một hội đồng lập hiến được bầu vào tháng 04 năm 1928, đa số thành viên khối dân tộc hội động ủng hộ sự độc lập và nhấn mạnh về việc thêm một số điều khoản "không duy trì những đặc quyền về sự ủy trị", hội đồng được giải tán vào ngày 09 Tháng 08 năm 1928. Vào ngày 14 tháng 5 năm 1930, Quốc gia Syria đã được tuyên bố trở thành Cộng hòa Syria và một hiến pháp mới của Syria được ban hành bởi cao ủy Pháp, trong cùng một thời gian với Hiến pháp Lebanon, Règlement du Sandjak d'Alexandrette , Quy chế của Chính phủ Alawi, Quy chế của Quốc gia Jabal Druze. Một lá cờ mới cũng đã được đề cập trong hiến pháp này: Lá cờ Syria bao gồm chiều dài được tăng gấp đôi chiều cao. Lá cờ bao gồm ba dải kích thước bằng nhau, trên cùng là màu xanh lá cây, ở giữa màu trắng và dưới cùng là màu đen. Phần màu trắng chứa ba ngôi sao năm cánh màu đỏ xếp hàng ngang ở giữa.
Trong khoảng tháng 12 năm 1931 và tháng 01 năm 1932, cuộc bầu cử đầu tiên theo hiến pháp mới được tổ chức, theo một luật mới đã bầu cử quy định "các đại diện của các tôn giáo thiểu số" được áp đặt bởi Điều 37 của Hiến pháp. Khối dân tộc đã thành nhóm thiểu số tại cuộc họp mới của đại biểu với chỉ có 16 đại biểu trong tổng số 70, do gian lận phiếu bầu bởi tác động của Pháp. Trong số các đại biểu cũng có ba thành viên là Kurd theo chủ nghĩa dân tộc Xoybûn (Khoyboun), Khalil bey Ibn Ibrahim Pacha (Tỉnh Al-Jazira), Mustafa bey Ibn Shahin (Jarabulus) và Hassan Aouni (Kurd Dagh). Vào cuối năm nay, vào khoảng từ ngày 30 tháng 03 đến ngày 06 tháng 04 diễn ra cuộc bầu cử bổ sung.
Trong năm 1933, Pháp đã cố gắng áp dụng một hiệp ước độc lập bị nhiều sự phản đối Pháp. Khi Pháp hứa hẹn trao trả dần nền độc lập nhưng vẫn giữ cho Pháp kiểm soát vùng núi Syria. Người đứng đầu nhà nước Syria tại thời điểm đó là một con rối của Pháp, Ali Bay Muhammad 'al-'Abid. Việc chống đối mãnh mẽ đến hiệp ước này được khởi xướng bởi nhà lãnh đạo của chủ nghĩa dân tộc và nghị sĩ Hashim al-Atassi, người được cho là đã kêu gọi một cuộc tổng đình công vào năm 1936 để phản đối. Liên minh chính trị của Atassi với Khối dân tộc, đã kêu gọi được sự ủng hộ rộng khắp. Bạo loạn, biểu tình nổ ra và gây bế tắc cho nền kinh tế.

## Hiệp ước độc lập Pháp-Syria
Sau cuộc đàm phán kéo dài trong ba tháng với Damien de Martel, Cao ủy Pháp tại Syria, Hashim al-Atassi đi đến Paris cùng một nhóm đoàn đại biểu cấp cao Khối. Mặt trận bình dân (Pháp)-đứng đầu chính phủ Pháp, mới thành lập vào tháng 6 năm 1936 sau bầu cử lập pháp của Pháp năm 1936, đã đồng ý công nhận Khối dân tộc là đại diện hợp pháp duy nhất của người dân Syria và mời al-Atassi để đàm phán hiệp ước độc lập. Hiệp ước dẫn đến sự kêu gọi công nhận ngay lập tức độc lập Syria là một nước cộng hòa có chủ quyền, với sự giải phóng toàn bộ dần dần trong khoảng 25 năm.
Năm 1936, Hiệp ước độc lập Pháp-Syria đã được ký kết, hiệp ước đó sẽ không được phê chuẩn bởi cơ quan lập pháp của Pháp. Tuy nhiên, hiệp ước cho phép Jabal Druze, Alawite (bây giờ gọi là Latakia), và Alexandretta được sáp nhập vào các nước cộng hòa Syria trong hai năm tiếp theo. Greater Lebanon (nay là Liban) là nhà nước duy nhất không tham gia Cộng hòa Syria. Hashim al-Atassi, là thủ tướng dưới triều đại ngắn ngủi của vua Faisal (1918-1920), trở thành tổng thống đầu tiên được bầu theo một hiến pháp mới được thông qua sau khi ký kết hiệp định độc lập.
Hiệp ước đảm bảo sự kết hợp trước đây của nhà nước tự trị Druze và Alawite với khu vực thành Đại Syria, nhưng không phải bao gồm Liban, mà Pháp đã ký một hiệp ước tương tự trong tháng mười một. Hiệp ước cũng hứa cắt giảm sự can thiệp của Pháp trong công việc nội bộ của Syria cũng như giảm sự hiện diện của quân đội Pháp, nhân viên và các căn cứ quân sự tại Syria. Đổi lại, Syria cam kết ủng hộ Pháp trong thời chiến tranh, bao gồm cả việc sử dụng không phận của Syria và cho phép Pháp để duy trì hai căn cứ quân sự trên lãnh thổ Syria. Quy định về chính trị, kinh tế và văn hóa khác đã được bao gồm trong điều khoản của hiệp ước.
Atassi trở lại Syria trong chiến thắng vào ngày 27 tháng 9 năm 1936 và được bầu trở thành Tổng thống của Syria trong tháng 11.
Trong tháng 09 năm 1938, Pháp một lần nữa tách Syria khi cho Alexandretta sáp nhập vào Quốc gia Hatay. Quốc gia Hatay gia nhập Thổ Nhĩ Kỳ một năm sau đó, vào tháng 06 năm 1939. Syria đã công nhân sự sáp nhập của Hatay vào Thổ Nhĩ Kỳ và sự tranh chấp lãnh thổ này vẫn chưa kết thúc cho đến thời điểm hiện tại.
Các mối đe dọa đang nổi lên do Adolf Hitler gây ra một nỗi sợ hãi bị đánh tạt sườn bởi Đức Quốc xã nếu Pháp từ bỏ thuộc địa của Pháp ở Trung Đông. Điều đó, cùng với khuynh hướng kéo dài chủ nghĩa đế quốc của giới lãnh đạo chính phủ Pháp, dẫn đến việc Pháp xem xét lại lời hứa của mình và từ chối phê chuẩn hiệp ước với Syria. Ngoài ra, Pháp nhượng lại Alexandretta, lãnh thổ mà đã từng được đảm bảo như là một phần của Syria trong hiệp ước, để sáp nhập vào Thổ Nhĩ Kỳ. Bạo loạn lại nổ ra, Atassi từ chức và độc lập Syria đã bị trì hoãn cho đến sau khi Chiến tranh thế giới thứ II kết thúc.